# Franz Brentano
Franz Brentano (ur. 16 stycznia 1838 w Marienberg am Rhein, zm. 17 marca 1917 w Zurychu) – psycholog, socjolog i filozof niemiecki, miał wpływ na kształtowanie się fenomenologii Edmunda Husserla. Jego poglądy były bliskie reizmowi. Najważniejszym dziełem była Psychologia z empirycznego punktu widzenia (1874).

## Koncepcje filozoficzne
Brentano był zwolennikiem empiryzmu i na doświadczeniu opierał swoje poglądy filozoficzne – zwłaszcza na spostrzeżeniu wewnętrznym oraz doświadczeniu retrospekcyjnym, które należy odróżnić od introspekcyjnego. Obserwacja wewnętrzna, czyli introspekcja, nie jest możliwa wedle Brentana, gdyż zakłada niewykonalną pełną samozwrotność aktu psychicznego. Brentano uważał, że wspólną cechą aktów psychicznych jest intencjonalność – skierowanie ku określonym przedmiotom. Te przedmioty – w odróżnieniu od aktów psychicznych – mają transcendentny charakter.
Zjawiska psychiczne dzielił Brentano na trzy klasy:
- przedstawienia – zarówno wrażenia zmysłowe, jak i wyobrażenia;
- sądy – uznanie bądź odrzucenie istnienia przedmiotu przedstawienia, mogą być prawdziwe lub fałszywe;
- fenomeny zainteresowania – akty miłości lub nienawiści.

Podział zjawisk psychicznych jest oparty na typologii intencjonalnego odniesienia do przedmiotu. Trzem klasom zjawisk psychicznych odpowiadają trzy działy filozofii: estetyka, logika i etyka oraz trzy ideały: piękno, prawda i dobro. Rozróżnienie to opiera się na filozofii Kartezjusza, który dzielił zjawiska psychiczne na „przedstawienia rzeczy” (idee), sądy oraz uczucia („chcenia”).
Dla filozofii Brentana zasadnicze znaczenie ma rozróżnienie sądów i przedstawień i uznanie ich za zupełnie odmienne zjawiska umysłowe. Przeciwstawia się w tym pochodzącej od czasów Arystotelesa klasycznej koncepcji sądu, zgodnie z którą każdy sąd jest złożeniem przedstawień. Brentanowską teorią sądów określa się niekiedy mianem idiogenicznej teorii sądów (w odróżnieniu od kantowskiej allogenicznej teorii sądów).
Brentano uważa, że podstawową formą sądu są proste sądy egzystencjalne, stwierdzające istnienie (lub nieistnienie) przedmiotu danego przedstawienia. Uznawane od czasów Arystotelesa za ogólną formę sądu sądy podmiotowo-orzecznikowe są, zdaniem Brentana, przypadkiem tzw. sądu podwójnego, w którym uznawane lub odrzucane jest przedstawienie złożone. Ogólna forma sądu zawiera jedynie formę (wyraz uznania lub odrzucenia tego, co przedstawiane) oraz materię (to, co przedstawiane). Tezy Brentana dotyczące sądów zostały następnie rozwinięte przez jego ucznia Kazimierza Twardowskiego.